# Ahmed ben Mohammed el-Raisuli

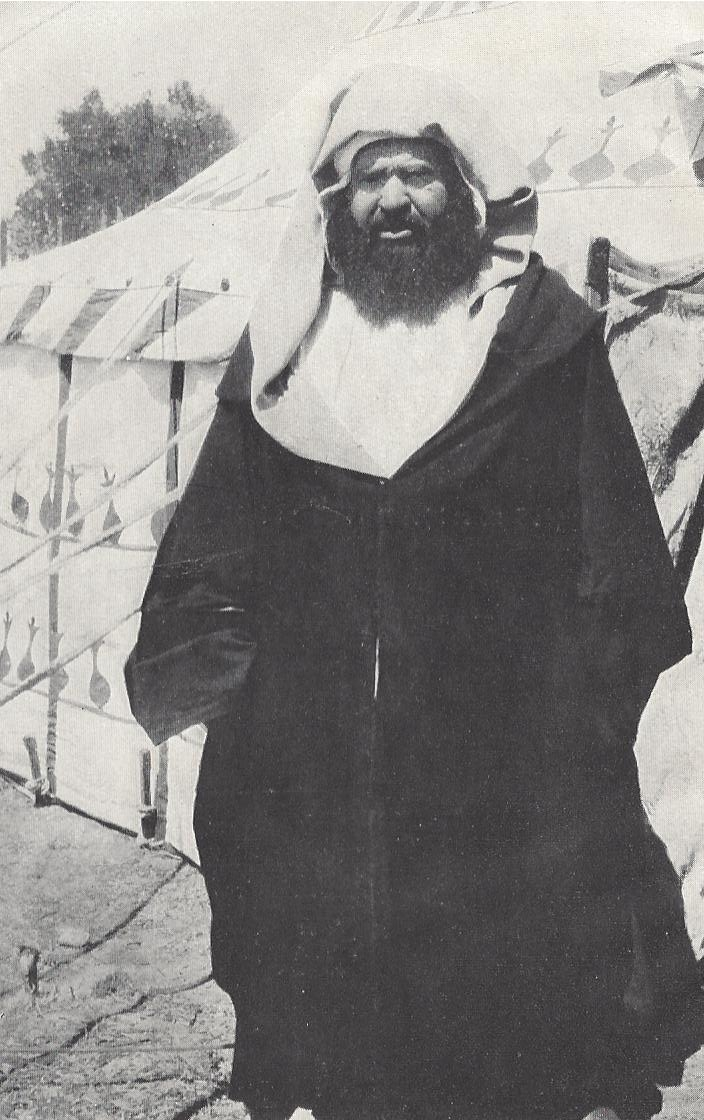
Ahmed ben Mohammed el-Raisuli vor dem Gastzelt in Tazrout

Ahmed ben Mohammed el-Raisuli (auch Sherif Mulay Ahmed el Raisuli, kurz El Raisuli oder El Raisouni, * 1871 im Dorf Zinat bei Tétouan; † 1925 in Ajdir) war ein Rebell in Marokko. Er führte eine kleine Armee aufständischer Rif-Stämme im Rifkrieg an und war zeitweise bekennender Gegner Spaniens, zu dessen Truppen er jedoch je nach Lage ein ambivalentes Verhältnis hatte, welches manchmal auch an Kollaboration grenzte. El Raisuli unterhielt mehrere Residenzen im Norden Marokkos – eine davon war das Palais Raisouli in der Küstenstadt Asilah.

## Kriegs-Episoden
Am 16. Juni 1903 nahm Raisuli den Briten Walter Burton Harris in Zinat als Geisel. Weiteres Aufsehen erregte er mit der am 18. Mai 1904 durchgeführten Entführung von Ion Perdicaris und Cromwell Varley und seinen Forderungen an Sultan Abd al-Aziz, die Unterdrückung des Rif einzustellen, alle gefangenen Stammesangehörigen freizulassen, ihm 70.000 Dollar in Gold zu übergeben und ihn als Pascha zweier Bezirke um Tanger anzuerkennen. Die Entführung sorgte für Aufregung in den Vereinigten Staaten, da zu diesem Zeitpunkt angenommen wurde, dass Perdicaris ein US-amerikanischer Staatsbürger sei. Gemeinsam mit Großbritannien und Frankreich übten die USA Druck auf den Sultan aus, die Forderungen zu erfüllen, was dieser schließlich am 21. Juni tat. Kurz danach wurden die Geiseln freigelassen. Im Jahr 1905 wurde er zum Gouverneur von Tanger berufen und im Dezember 1906 abgesetzt.

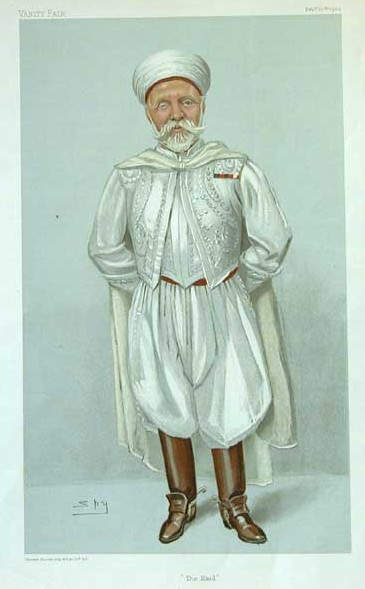
General Sir Harry Aubrey de Maclean, eine Geisel von Raisuli, war ein schottischer Militärberater für die marokkanische Armee

Im Juni 1907 nahm er den britischen Militärberater und Unterhändler des Sultans, Kaid Sir Harry Aubrey de Vere Maclean, K.C.M.G. (1848–1920), als Geisel. Im Rahmen der Machtübernahme durch Mulai Abd al-Hafiz von Abd al-Aziz wurden im Februar 1908 durch die britische Regierung 20.000 Pfund Sterling als Auslöse für Maclean gezahlt, Raisuli wurde zugesichert, dass er »Protected Subject« Großbritanniens werde und ausschließlich der britischen Gerichtsbarkeit unterliege. Von Mulai Abd al-Hafiz wurde Raisuli zum Gouverneur der Nord-West-Provinzen ernannt.
Raisuli nahm es den spanischen Behörden übel, dass sie ihn nicht zum Jalifa ernannten. Im Jahr 1909 ernannten sie ihn zwar zum Pascha von Asilah und Jebala (Westteil des späteren spanischen Protektorats), doch General Miguel Fernández Silvestre, der Befehlshaber von Larache, unterminierte seine Autorität. Im Januar 1913 war Silvestre über die Bedingungen in Raisulis Gefängnis so entsetzt, dass er in Anwesenheit von Raisuli hereinstürmte und befahl, die Gefangenen freizulassen. El Raisuli weigerte sich und erklärte:

„Spanien hat wesentlichere Probleme, als in unser Justizwesen einzugreifen. Die Sharia erlaubt meine Handlungen, verlangt sie sogar. Sie sollten meine Autorität aufrechterhalten, nicht sie schwächen, wie es seit langem Ihre Absicht ist! Spanien hat geschworen, unsere Religion und unsere Gesetze zu unterstützen. Sie missverstehen Ihre Aufgabe. Sie haben nicht mehr Recht, in unsere Traditionen und Bräuche einzugreifen, als ich das Recht habe, Ihnen zu erklären, dass Ihre Nahrung unrein ist. Jedes Land nach seinen Gesetzen!“

Während des Ersten Weltkrieges hatte Raisuli Kontakte zu Walter Zechlin (1879–1962), dem Konsul des Deutschen Reiches. Ende September 1915 vereinbarten der Oberbefehlshaber von Melilla Francisco Gómez Jordana und Raisuli, dass dieser gleiche Rechte wie der Kalif von Tetuan hätte.
Anfang 1919 war Dámaso Berenguer Fusté mit dem Auftrag, Raisuli als Gouverneur von Tanger abzusetzen, zum Hochkommissar des Protektorates Spanisch-Marokko ernannt worden. Am 21. März 1919 ließ Berenguer den Ort Ksar es-Seghir (Alcazar Seguir) 40 Kilometer westlich von Ceuta besetzen, worauf Raisuli den Kontakt mit den Spaniern abbrach und alle überörtlichen Straßen durch einen Guerillakrieg für die Protektoratstruppe zur No-go-Area machte. Zwischen dem 11. und dem 13. Juli 1919 ließ Raisuli die spanischen Protektoratstruppen im Oued Rás (Oued Mharhar), etwa 30 Kilometer südöstlich von Tanger, angreifen. Die Truppen Raisulis verfügten über spanische Uniformen und rieben ein Peloton von 170 Soldaten restlos auf. Sie waren durch die Protektoratsarmee mit Granaten und Bomben, welche erstickende Gase enthielten, ausgerüstet worden. Raisuli hatte den Eindruck gewonnen, Spanien habe im Ersten Weltkrieg auf Seiten des Deutschen Reichs gestanden. Am 14. Juli 1919 bezeichnete Raisuli in einem Brief an Walter Burton Harris das Töten von Spaniern als seinen Beitrag zum Frieden von Versailles. Harris geht davon aus, dass bei der Schlacht um Oued Rás etwa 300 Spanier getötet und 1000 verwundet wurden. Mit der Schlacht war aus einem von der spanischen Protektoratsmacht bewaffneten Gouverneur von Tangier ein Opponent der spanischen Protektoratspolitik geworden. Raisulis Truppen blockierten die Route Nationale 2-Straßenverbindung zwischen Tanger und Tetuan, was den Protektoratstruppen aber die Verbringung über den Luft- und Seeweg offen ließ.
Am 27. September 1919 hatten etwa 12.000 Soldaten der Protektoratstruppen El Fendek (Fondak) eingekreist. Die Protektionstruppen bombardierten unterschiedslos auch von der Zivilbevölkerung bewohnte Dörfer mit Flugzeugen und Artillerie. Die Bombardierungen konnten durch das Diplomatische Corps von Tanger aus beobachtet werden. Raisuli zog sich nach Tazrout zurück.

## Tod
Unter Abd el-Krim gelang es im Januar 1925, Raisuli im Dorf Tazrout bei Jbel el Alam oder – je nach Quelle – in Asilah gefangen zu nehmen; er starb in Gefangenschaft im April 1925.

## Film
Im Jahr 1975 entstand unter der Regie von John Milius der Film Der Wind und der Löwe, der von den Begebenheiten um die Gefangennahme der Briten und Amerikaner inspiriert wurde. Raisuli wurde von Sean Connery dargestellt.